# Archaeologia luxemburgensis
Archaeologia luxemburgensis - Bulletin du Centre national de recherche archéologique est le nom d’une revue scientifique publiée depuis 2014 par le Centre national de recherche archéologique du Luxembourg, permettant d’informer le public sur ses recherches, ses travaux et ses découvertes. La revue paraît sous format A4 une à deux fois par an.